# 네메트 크리스티안
네메트 크리스티안(헝가리어: Németh Krisztián, 1989년 1월 5일 ~ )은 넴제티 버이녹샤그 I 소속 팀인 데브레첸에서 스트라이커로 활약하고 있는 헝가리의 축구 선수이다.

## 수상

### 클럽
- MTK 부다페스트 FC
  - 넴제티 버이녹샤그 I:
    - 준우승: 2006–07
- 리버풀 FC
  - 유소년 팀
    - 댈러스 컵 우승: 2008

  - 리저브 팀
    - 프리미어 리저브 리그 내셔널 우승: 2007–08
    - 프리미어 리저브 리그 노스 우승: 2007–08
    - 리버풀 시니어 컵: 2008–09
- 올림피아코스 FC
  - 수페르리가 엘라다: 2010–11
- 스포팅 캔자스시티
  - US 오픈컵: 2015

### 헝가리 축구 국가대표팀
- UEFA 유러피언 U-17 챔피언십:
  - 진출: 2006
- UEFA U-19 축구 선수권 대회:
  - 준결승: 2008
- FIFA U-20 월드컵:
  - 3위: 2009

### 개인
- 헝가리 올해의 영 플레이어: 2006
- 리버풀 올해의 영 플레이어: 2008
- 리버풀 올해의 리저브팀 선수: 2007–08
- 헝가리 올해의 팀: 2006
- 유럽 올해의 U-18 팀: 2007
- MLS 올해의 골: 2015[1]